# 宗像神社 (桜井市)

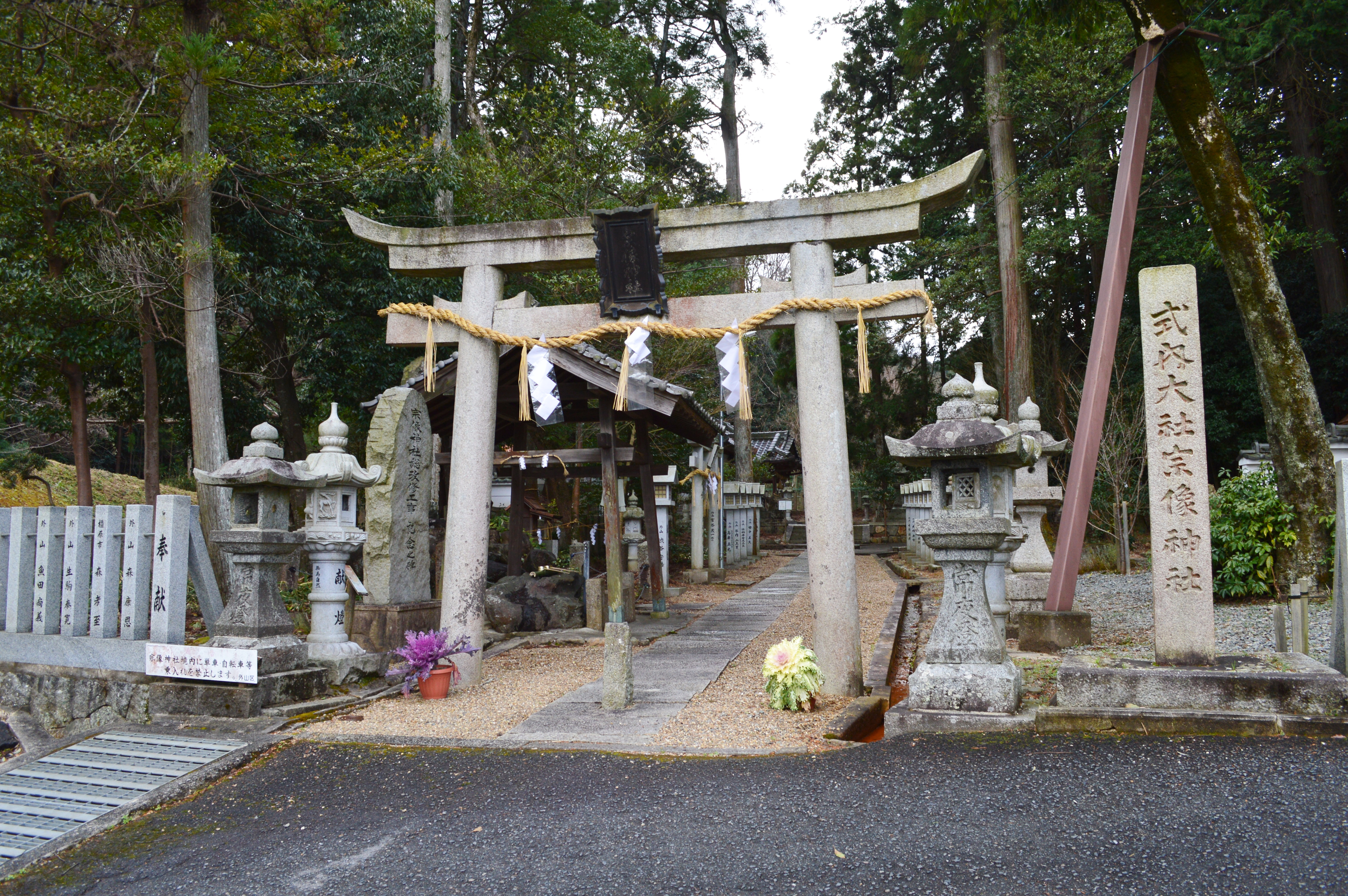
鳥居

宗像神社（むなかたじんじゃ）は、奈良県桜井市外山（とび）にある神社である。式内社（名神大社）で、旧社格は村社。
鳥見山（とみやま）の山麓に鎮座する。

## 社名
南北朝時代以降「春日社」と称されてきたが、明治8年（1875年）に復称した。また別に、近世以降は「中島社・中島さん」とも呼ばれている。

## 祭神
『延喜式神名帳』に「三座」と記されており、いわゆる宗像三女神である多紀理毘売命、市寸嶋比売命、田寸津比売命の3柱を祀る。
宗像三女神は宗像氏の奉斎神で、『日本三代実録』元慶4年（880年）3月27日条に、当社は左京の宗像神社ともども筑前国の宗像神社（現宗像大社。以下同）の「同神別社」であると記され、寛平5年（893年）10月29日の「太政官符」所引「高階忠峯等解状」（『類聚三代格』所収）にも「（筑前国）宗像大神同神」とある。

## 歴史
伴信友は、胸形徳善の娘である尼子娘が、天武天皇の後宮に入って高市皇子の母となった縁によって、同皇子の外戚の氏神として祀られたものであろうと推測しているが、それ以前に宗像氏が本貫地から奉斎する宗像三女神を分霊・分祀したものともされている。
その後、高市皇子の後裔である高階氏が氏の神として崇め、元慶4年に官社に列し（『日本三代実録』）、翌5年に本社である筑前宗像神社に准じて神主職を置き、高階氏をこれに補任するよう定められ（同年10月16日の「太政官符」（『類聚三代格』所収））、寛平5年には修理料として近在の徭丁8人を充てる旨の「太政官符」が下された（上述寛平5年「太政官符」）。延喜の制で3座ともに名神大社に列し、月次・新嘗の両祭にも与っていた。
以後の由緒は詳らかでないが、南北朝以後は高階氏の後裔玉井家の家伝に詳しい。それによれば、高階義岑が弟の玉井勝坊入道西阿とともに赤尾城（現桜井市赤尾）を拠点に南朝方に与して、興国2年（1341年）7月3日に渡辺渡と鵄（とび）村（現在の外山一帯）に合戦した際、当社は兵火に罹って焼亡し、近辺の社領17町も興福寺領となるなど衰退に傾き、興福寺の縁で春日明神とその若宮が勧請せられるに及んで、「春日社」と称されるようになり、宗像神社自体はあってなきが状態に至った。そのために正平9年（1354年）、高階忠正が自邸内に神霊を遷して、「中島宗像社」と称えて来たが、天正18年（1590年）に玉井忠滋が旧社地に再興し（但し、春日社も併祭）、幕末には鈴木重胤の尽力もあって、安政6年（1859年）に改めて筑前宗像神社から神霊を勧請し、翌万延元年（1860年）には社殿等を復旧した。
明治に入ってまず無格社に指定され、同8年に「宗像神社」に復称、同21年（1888年）には宗像神を主祭神とする体裁に改めて、同40年（1907年）に村社に昇格した。第二次大戦後は神社本庁に属している。

### 神階
『日本三代実録』に、元慶4年に官社に列し（上述）、翌5年には「従一位勲八等」であったことが見える。

## 祭祀
当社の神事は、氏子各人を単位とする「大頭屋」と、各戸を単位とする「古頭屋」の2つの宮座によって斎行されている。なお、例祭日は正平9年の高階忠正邸遷座に際して、3月27日から9月19日に改めたと伝えられるが、現在の祭日は更にそれを新暦に改めたものである。

### 神職
天武天皇の時代から高階氏が奉仕してきたといい（上述元慶5年「太政官符」に所引の「高階忠峯等解状」）、以来明治に至るまで同氏が連綿として継いできた。ちなみに、同氏は忠滋以降「玉井氏」を称するようになったという。

## 社殿

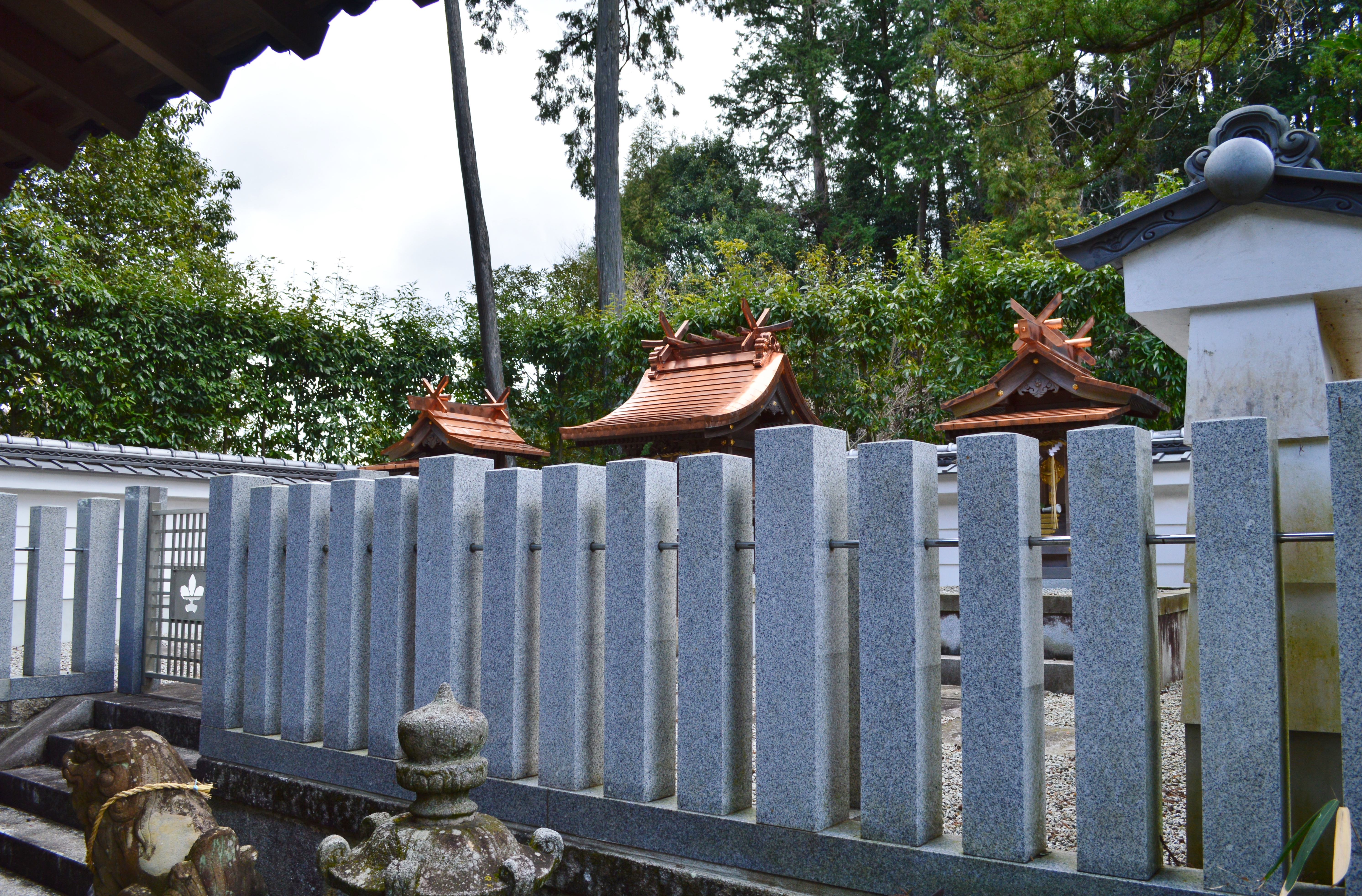
本殿

本殿は三間二間の神明造銅板葺で棟に千木・鰹木を置く。本殿をはじめとする社殿は平成21年（2009年）に改築された。

## 境内社
- 春日社 - 天児屋根命・武甕槌命・経津主命・比売神を祀り、本殿右側に春日造の社殿で鎮座する
- 春日若宮 - 天押雲根命を祀り、本殿左側に春日造の社殿で鎮座
- 六所神社 - 伊邪那岐命・天照皇大神・月世見命・伊邪那美命・素盞嗚尊命・大己貴命を祀る
- 琴平神社 - 崇徳天皇を祀る

他に、宮谷神社「こども神社」と市杵島神社が鎮座する。
境内入口には「能楽宝生流発祥の地」の碑がある。

## 交通
- JR桜井線・近鉄大阪線 桜井駅南口から奈良交通バスで外山下車。

## 周辺
- 桜井茶臼山古墳